# KwaZulu-Natal
KwaZulu-Natal je jednou z devíti provincií Jihoafrické republiky s pohnutou historií válek domorodých Zulů s bílými Bury a Brity. Je nazývána zahradou JAR pro svou rozmanitost, Dračí hory i nádherné pláže na pobřeží Indického oceánu

## Zululand
Velká část provincie je dávným domovem národa Zulů, kteří zde vybudovali i své království. Z něj na sklonku 19. století Britové vytvořili svůj protektorát Zululand. Později byl začleněn do již zrušené provincie Natal .

## Další údaje
KwaZulu-Natal vznikla z původní provincie Natal v roce 1995. Její rozloha je 92 100 km².
V roce 2011 na území provincie žilo 10 267 300 obyvatel. Největším městem je Durban, založený jako přístav roku 1824, kde žije přes 3,4 milionů lidí. Hlavním městem je Pietermaritzburg, založený roku 1838. Žije zde zhruba 223 000 obyvatel.

## Poloha
Hraničí s dalšími třemi provinciemi Jihoafrické republiky (na jihu je Východní Kapsko, na západě hraničí se Svobodným státem a na severu s provincií Mpumalanga). Další hranice má se samostatnými státy Lesotho a na severovýchodě se Svazijskem a Mosambikem. Východní stranu provincie omývají vlny Indického oceánu. Právě oceán je příčinou velmi příjemného klimatu.